# وزارة النقل (سنغافورة)
وزارة النقل (بالملايوية: Kementerian Pengangkutan)‏؛ (بالصينية: 交通部)؛ (بالتاميلية: போக்குவரத்து அமைச்சு)‏ هي وزارة تابعة لحكومة سنغافورة مسؤولة عن إدارة وتنظيم النقل البري والبحري والجوي في سنغافورة.

## الجهات التابعة
- هيئة الطيران المدني في سنغافورة
- هيئة النقل البري
- الهيئة البحرية والموانئ في سنغافورة
- مجلس النقل العام
- مكتب تحقيقات سلامة النقل

## وصلات خارجية
- الموقع الرسمي